# 9648 Gotouhideo
9648 Gotouhideo è un asteroide della fascia principale. Scoperto nel 1995, presenta un'orbita caratterizzata da un semiasse maggiore pari a 2,2707914 UA e da un'eccentricità di 0,1722054, inclinata di 4,73887° rispetto all'eclittica.